# Paradisier magnifique
Diphyllodes magnificus
Espèce
Statut de conservation UICN

 LC  : Préoccupation mineure
Statut CITES
Le Paradisier magnifique (Diphyllodes magnificus) est une espèce d'oiseaux de la famille des Paradisaeidae.

## Distribution
La distribution de cet oiseau est discontinue à travers la Nouvelle-Guinée (absent dans le sud), île Japen.

## Sous-espèces
D'après la classification de référence (version 5.2, 2015) du Congrès ornithologique international, cette espèce est constituée des trois sous-espèces suivantes (ordre phylogénique) :
- D. m. magnificus  (Forster, 1781) : île Salawati et montagnes du Vogelkop (monts Tamrau, Arfak, Fakfak, Wandamen).
- D. m. chrysopterus Elliot, 1873 : île Japen (Jobi) ; ouest, centre et nord-est de la Nouvelle-Guinée jusqu’aux monts Adelbert. Le mâle se différence de celui de la forme nominale par les couvertures secondaires et les bords extérieurs des rémiges moins jaunes, davantage orangés, et par la couronne plus foncée.
- D. m. hunsteini Meyer, 1885 : sud-est de la Nouvelle-Guinée (Hauts Plateaux du sud, Krakte, aire de Wau et monts Owen Stanley). Le mâle se distingue de celui de la forme nominale par la tête et le dos plus pâles avec de l’orange plus vif sur les couvertures secondaires et le bord externe des rémiges.

Une autre sous-espèce, D. m. intermedius, n'est plus reconnue par aucune autorité taxinomique et est considérée comme conspécifique de D. m. chrysopterus.

## Habitat
Le paradisier magnifique est un hôte des forêts de colline ou de basse montagne, rarement des forêts humides de basse altitude, du niveau de la mer (en zone de colline) jusqu’à 1 780 m mais surtout vers 1 400 m. Les aires de parade parsèment les versants escarpés, notamment les petites clairières créées par des chutes d’arbres ou les sous-bois ouverts consécutifs à des glissements de terrain (Frith & Frith 2009).

## Alimentation
Beehler (1983) a répertorié 104 individus se nourrissant sur Homalanthus novoguineensis (fruits à capsule), 58 sur Gastonia spectabilis (baies) et les 99 autres spécimens sur d’autres plantes.
Ottaviani (2012) a montré, photos à l’appui, que l’espèce consomme aussi des fruits de Mutingia calabura, éléocarpacée et des grains d’un pandanus rouge Pandanus conoideus, pandanacée.

## Mœurs
Il recherche seul sa nourriture dans les différents étages de la forêt mais surtout dans les strates moyennes et inférieures. Les mâles occupent plus communément les sous-bois et se joignent plus couramment à des troupes d’espèces mixtes en nourrissage (Frith & Frith 2009).

## Parade nuptiale
La parade nuptiale se compose de postures statiques et d’une danse complexe et ritualisée faite de montées et de descentes le long d’un baliveau avec exhibition de la collerette, du plastron pectoral, des rectrices centrales et de l’intérieur du bec. Quatre types de parade ont ainsi pu être identifiés. Lors de la parade retournée, le mâle se positionne la tête vers le bas, la relève légèrement et garde cette posture pendant quelques instants avant de se retourner, la tête vers le haut. Dans la parade du plastron, il gonfle les plumes de son plastron pectoral pour former une sorte de cœur, la tête dépassant au sommet. La parade de la collerette est exécutée quand la femelle se rapproche. Le mâle déploie alors sa collerette en éventail tout en gardant le plastron étalé et en pointant le bec vers la femelle dans une position du corps à l’horizontale, formant un angle de 90° avec la branche verticale. Si la femelle se rapproche encore, il peut passer immédiatement à la danse nuptiale. Il se positionne parallèlement au baliveau vertical, garde la collerette et le plastron déployés, relève ses rectrices ornementales au-dessus du dos puis ouvre et referme le bec pour exhiber l’intérieur jaune vif. Il monte et descend le long du baliveau tout en émettant en rythme un son grave, sec et vibrant (Frith & Frith 2009).

## Nidification
Le nid consiste en une coupe de mousse verte assemblée à des tiges herbacées, des racines, des feuilles sèches et de la fourrure de mammifère. Il contient deux œufs crème-jaunâtre marqués de stries longitudinales brun clair et grises (Gilliard 1969). Il est placé entre un et quatre mètres de hauteur dans l’éventail d’un pandanus ou dans d’autres feuillages denses (Frith & Frith 2009).